# Vegyes csapat műugrás a 2022-es úszó-világbajnokságon
A 2022-es úszó-világbajnokságon a műugrás vegyes csapatversenyét június 29-én délután rendezték meg a budapesti Duna Arénában.
A 3 és 10 méteres vegyes csapatversenyt a kínaiak két 15 éves versenyzője, Csüan Hung-csan (Quan Hongchan) és Lin San (Bai Yuming) nyerte, megszerezve ezzel Kína 100. aranyérmét a FINA-világbajnokságok történetében. Az ezüstérem a francia Jade Gillet, Alexis Jandard páros nyakába került, míg a harmadik helyen a brit Andrea Spendolini-Sirieix, James Heatly kettős végzett.

## Versenynaptár
Az időpont(ok) helyi idő szerint olvashatóak (UTC +01:00):
| Dátum                    | Időpont       | Forduló |
| ------------------------ | ------------- | ------- |
| 2022. június 29., szerda | 14:30 – 15:45 | Döntő   |

## Eredmény
| #   | Versenyző                                            | Ország                   | Pontok | Pontok | Pontok | Pontok | Pontok | Pontok | Pontok |
| #   | Versenyző                                            | Ország                   | F1     | F2     | F3     | F4     | F5     | F6     | Össz.  |
| --- | ---------------------------------------------------- | ------------------------ | ------ | ------ | ------ | ------ | ------ | ------ | ------ |
|     | Csüan Hung-csan (Quan Hongchan) Lin San (Bai Yuming) | Kína (CHN)               | 63,45  | 64,35  | 47,00  | 88,00  | 47,00  | 81,60  | 391,40 |
|     | Jade Gillet Alexis Jandard                           | Franciaország (FRA)      | 42,00  | 48,00  | 53,20  | 82,25  | 64,80  | 68,25  | 358,50 |
|     | Andrea Spendolini-Sirieix James Heatly               | Egyesült Királyság (GBR) | 42,00  | 45,00  | 57,60  | 61,20  | 72,00  | 79,80  | 357,60 |
| 4.  | Elena Wassen Timo Barthel                            | Németország (GER)        | 44,00  | 45,00  | 57,60  | 78,75  | 62,40  | 66,60  | 354,35 |
| 5.  | Pandelela Rinong Pamg Ooi Tze Liang                  | Malajzia (MAS)           | 45,00  | 48,00  | 68,20  | 67,20  | 40,25  | 81,60  | 350,25 |
| 6.  | Ingrid Oliveira Rafael Fogaça                        | Brazília (BRA)           | 51,00  | 45,00  | 62,70  | 54,40  | 68,25  | 67,20  | 348,45 |
| 7.  | Csho Unbi (Cho Eunbi) I Csekjong (Yi Jaegyeong)      | Dél-Korea (KOR)          | 42,00  | 45,00  | 54,60  | 68,25  | 63,00  | 60,00  | 332,85 |
| 8.  | Daryn Wright Maxwell Flory                           | Egyesült Államok (USA)   | 42,00  | 47,00  | 50,40  | 79,20  | 28,80  | 72,20  | 319,60 |
| 9.  | Charli Petrov Samuel Fricker                         | Ausztrália (AUS)         | 39,00  | 43,00  | 60,45  | 52,80  | 72,00  | 51,20  | 318,45 |
| 10. | Viviana del Ángel Peniche Kevin Muñoz Heredia        | Mexikó (MEX)             | 36,00  | 45,00  | 59,20  | 45,60  | 52,80  | 50,75  | 289,35 |
| 11. | Viviana Uribe Bermúdez Leonardo García Varela        | Kolumbia (COL)           | 48,00  | 36,00  | 24,75  | 53,20  | 56,10  | 52,80  | 270,85 |
| 12. | Anisley García Navarro Luis Gustavo Cañabate Álvarez | Kuba (CUB)               | 42,00  | 41,00  | 36,30  | 54,25  | 64,00  | 0,00   | 237,55 |
| 13. | Mikali Dawson Liam Stone                             | Új-Zéland (NZL)          | 42,00  | 37,00  | 65,10  | 49,00  | 0,00   | 34,80  | 227,90 |